# Fred Lasswell
Fred Lasswell (né le 25 juillet 1916 à Kennett et le mort le 4 mars 2001 à Tampa) est un auteur de bande dessinée américain spécialisé dans le comic strip, connu pour avoir repris en 1943 la série Barney Google à la suite de la mort de son créateur Billy DeBeck, et l'avoir animée jusqu'à sa propre mort en 2001.

## Prix et récompenses
- 1964 : Prix Reuben pour Barney Google
- 1964 : Prix de la National Cartoonists Society du comic strip humoristique pour Barney Google
- 1985 : Prix Elzie Segar
- 1996 : Prix Elzie Segar